# 贝桑松美术和考古学博物馆
贝桑松美术和考古学博物馆（法語：Musée des Beaux-Arts et d'Archéologie de Besançon）位于法国贝桑松的革命广场，是法国最古老的公共博物馆，成立于1694年 ,，比卢浮宫早约一个世纪。展览面积 3 600平方米，馆藏丰富多样，涉及现代艺术、埃及学、美术、图形艺术、考古学。2019年参观人数有 105459人。

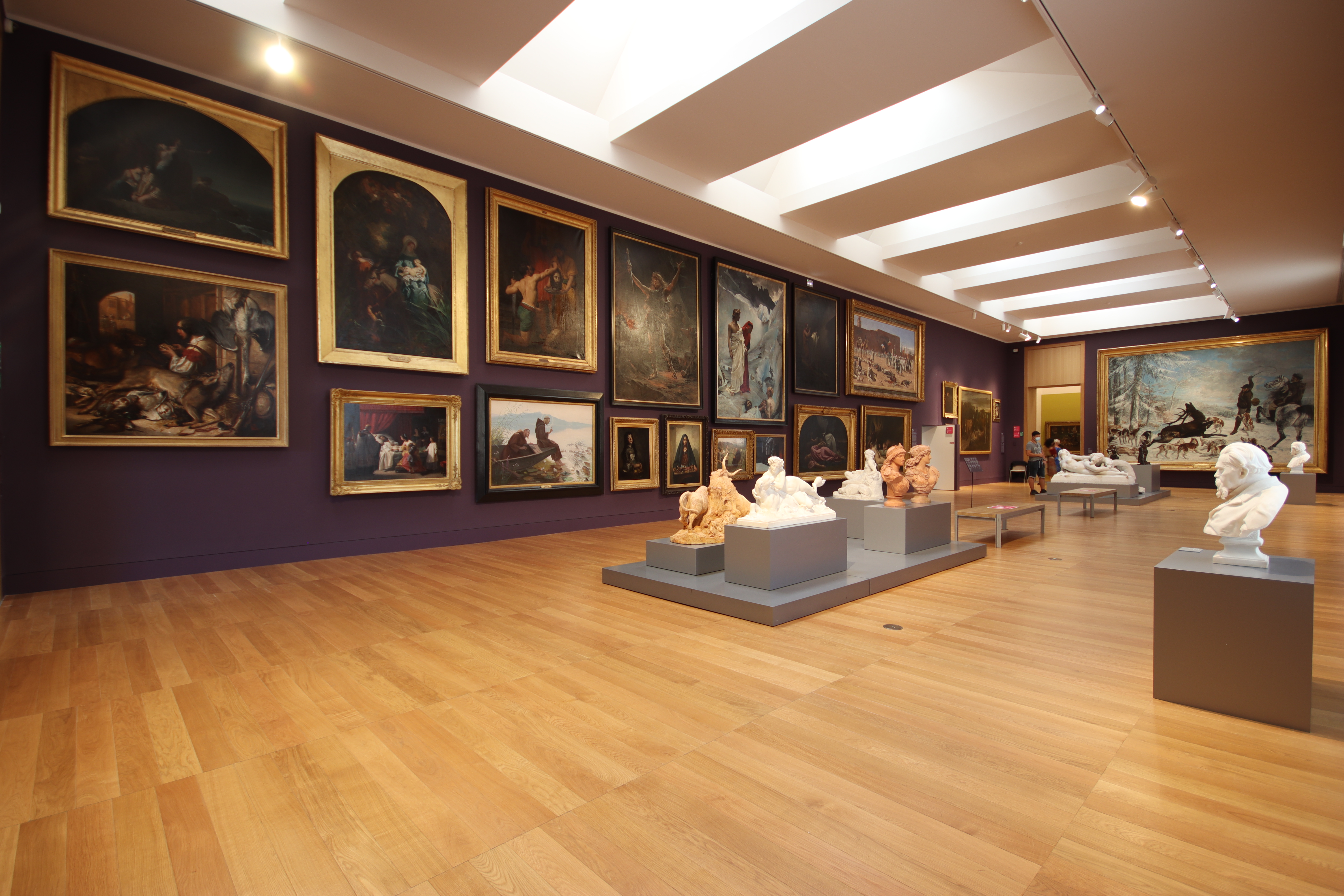
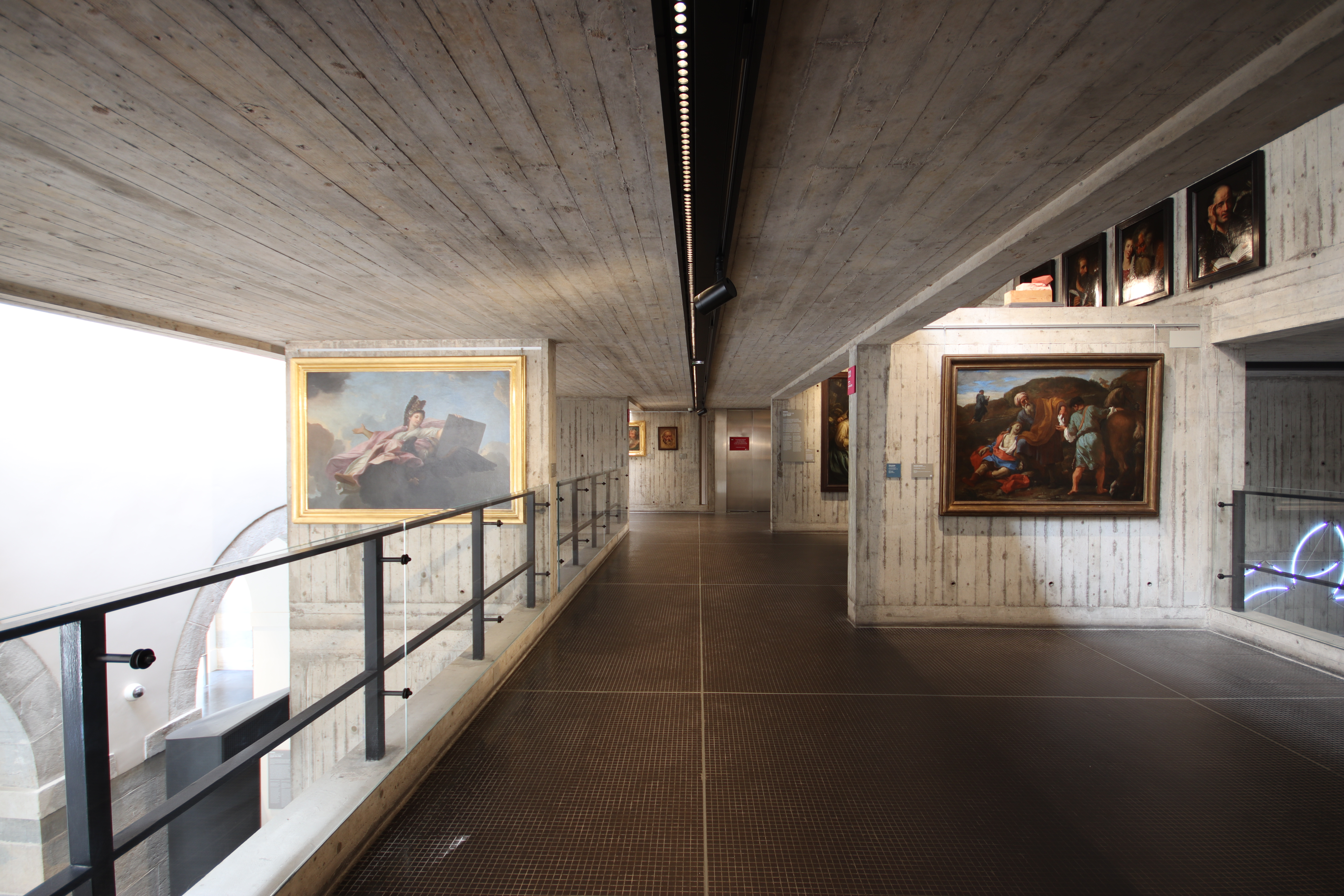
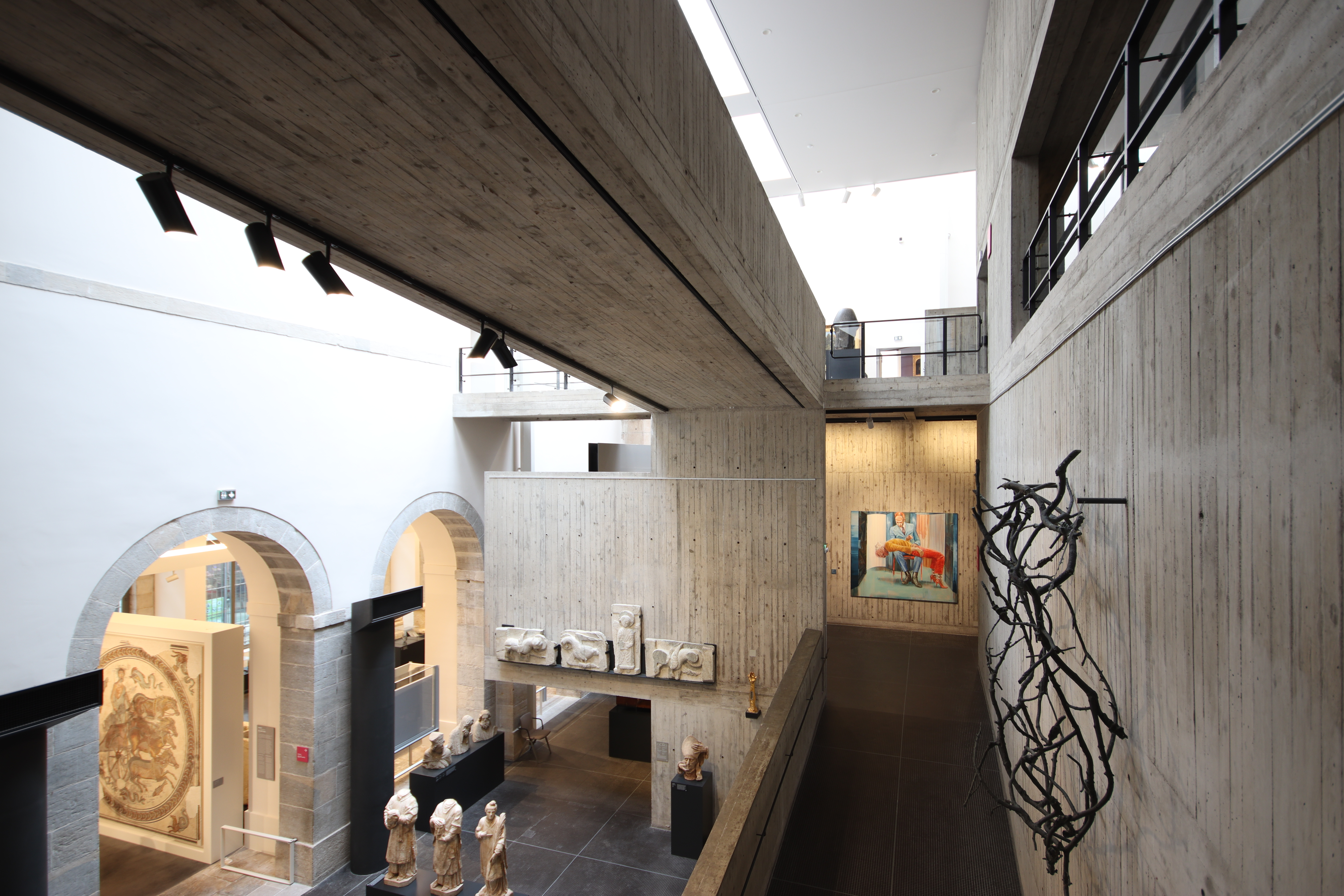
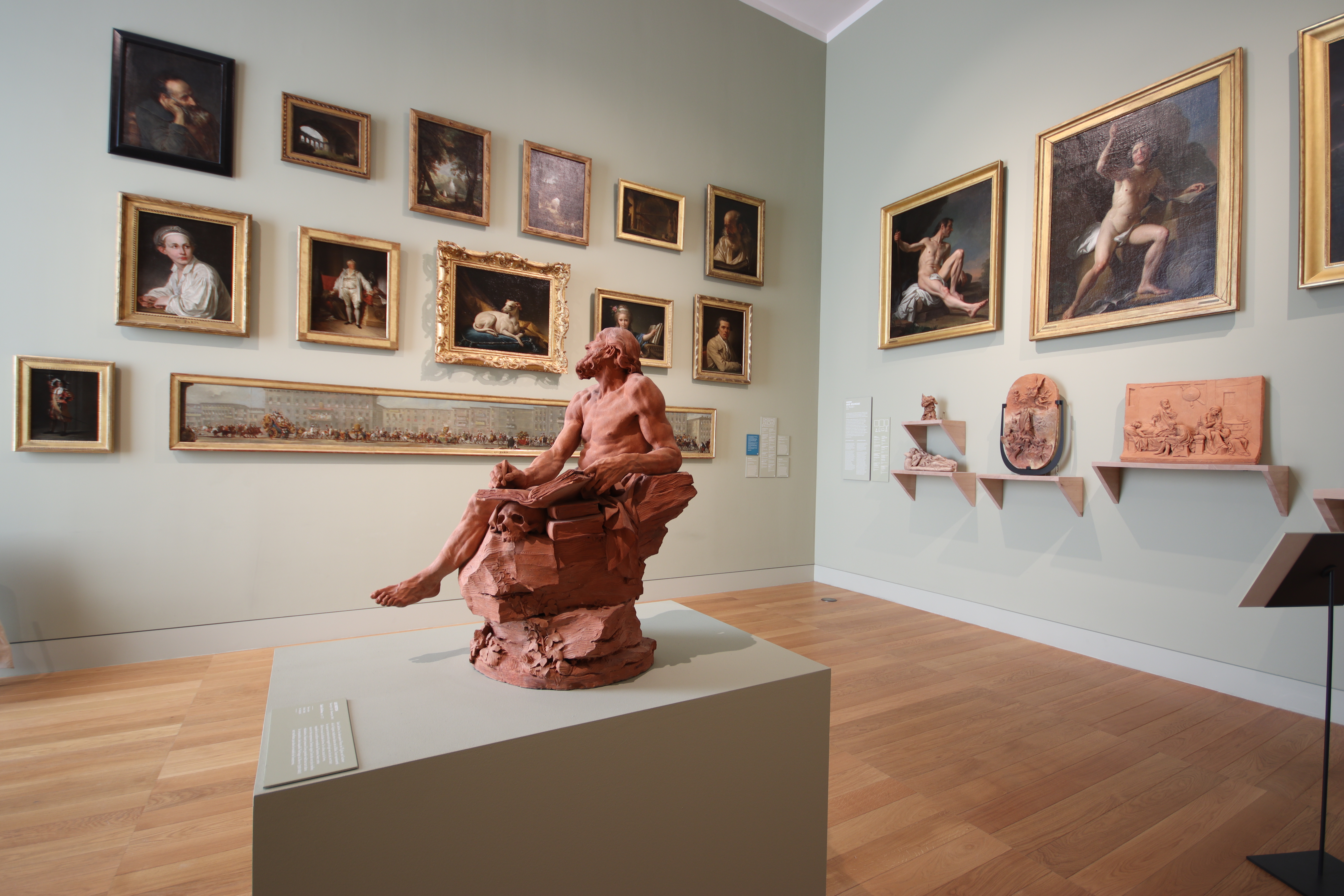